# Christoph Oberheide
Christoph Oberheide (* 22. Januar 1989 in Gehrden) ist ein deutscher Schauspieler.

## Leben
Oberheide stammt aus Barsinghausen. Er absolvierte eine Ausbildung zum kaufmännischen Assistenten. Politisch war er in der Jungen Union aktiv und  mehrere Jahre Beisitzer im Vorstand der Jungen Union Barsinghausen. Bei der Kommunalwahl 2011 kandidierte er für den Stadtrat.
Er wurde ab 2013 durch seine Mitwirkung in der Reality-Seifenoper Köln 50667 des Fernsehsenders RTL II bekannt. Seit Beginn der Serie gehört er zur festen Besetzung und spielt die Hauptrolle des Jan Bremer. Er ist der einzige Darsteller der Serie, der seit der ersten Folge ohne Unterbrechungen dabei ist.

## Auftritte
- 2010: ‘‘X-diaries‘‘ (Fernsehserie)
- seit 2013: Köln 50667 (Fernsehserie)
- 2016: Das große RTL II Promikegeln (Fernsehshow)
- 2019: Ingo Kantorek – Ein Leben voller Leidenschaft (Doku)
- 2020: 1LIVE dumm gefragt
- 2024: Kampf der Realitystars – Schiffbruch am Traumstrand (Teilnehmer)